# Zoran Mirković
Zoran "Bata" Mirković (serbiska: Зоран Бата Мирковиђ),  född 21 september 1971 i Belgrad, är en serbisk fotbollstränare och före detta spelare. Som spelare gjorde han 59 landskamper för Jugoslavien / Serbien och Montenegros landslag.

## Karriär

### Klubblag
Efter att ha startat karriären i Radnički Svilajnac så gick Mirković till FK Rad där han spelade i tre säsonger och gjorde 62 ligamatcher. Storklubben Partizan Belgrad värvade honom till säsongen 1993/94 där han vann ligan 1994 och 1996. Efter den senare ligasegern gick Mirković vidare till italienska Atalanta där han spelade i två säsonger.
1998 värvades han av Marcello Lippi till Juventus. Första säsongen spelade han 19 matcher i Serie A och gjorde ett mål. När Carlo Ancelotti senare tog över tränarjobbet så ansågs Mirković vara överflödig och han tappade således sin plats i laget. Under sommaren 2000 lämnade han därför klubben till förmån för turkiska Fenerbahçe. Under sin första säsong i klubben så lyckades Fenerbahçe vinna Süper Lig och gick dessutom till final i turkiska cupen.
Zoran Mirković vände hem till Partizan Belgrad 2004 där han senare avslutade sin karriär efter en återkommande ryggskada 2006.

### Landslag
Mirković gjorde 59 landskamper för Serbien och Montenegro och var med i VM 1998. Han skulle även ha spelat i EM 2000 men i den sista kvalmatchen mot Kroatien blev Mirković utvisad och senare avstängd i tre matcher.

## Meriter
Partizan Belgrad
- Jugoslaviska ligan: 1994, 1996, 2005
- Jugoslaviska cupen: 1994

Juventus
- Intertotcupen: 1999

Fenerbahçe
- Süper Lig: 2001